# Station Candia Canavese
Station Candia Canavese is een spoorwegstation van de spoorlijn Chivasso-Ivrea-Aosta, gelegen in de gemeente Candia Canavese (Piëmont-Italië).